# Павоніт
Павоніт (рос. павонит; англ. pavonite; нім. Pavonit m) — мінерал, сульфід срібла і бісмуту координаційної будови.

## Загальний опис
Хімічна формула:
1. За Є. Лазаренком: AgBi3S5. Містить (%): Ag — 21,52; Bi — 62,50; S — 15,98.
2. За К.Фреєм, Ґ.Штрюбелем, З.Ціммером: (Ag, Cu)(Bi, Pb)3S5.
Сингонія моноклінна. Призматичний вид. Форми виділення: щільні маси, призматичні кристали. Спайність недосконала. Густина 6,7-6,8. Тв. 2. Колір світлий свинцево-сірий. Сильний металічний блиск. Сильно анізотропний.
Знайдений у родовищі Серро-Бонето (Болівія) з халькопіритом і бісмутином.
Названий за прізвищем британського мінералога М. А. Пікока (M.A.Peacock), E.W.Nuffield, 1953.